# Tellima trifida
Tellima trifida là một loài thực vật có hoa trong họ Saxifragaceae. Loài này được (Eastw. ex Small & Rydb.) Fedde miêu tả khoa học đầu tiên năm 1905.